# 크리스마스 실

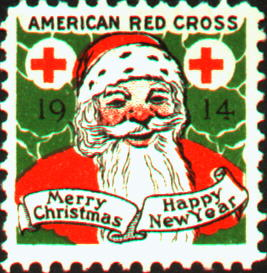

크리스마스 실(Christmas Seal)은 결핵 퇴치 기금 모금을 위해 크리스마스마다 발행, 판매되는 봉인표이다. 우표와 유사한 형태로 발행되지만 우편 요금과는 관련이 없으며, 크리스마스철에 주고받는 우편물에 우표와 함께 붙여 기부에 대한 관심을 불러일으킨다. 1904년 덴마크의 우체국 직원이던 아이날 홀벨(Einar Hollbelle)이 처음 발행하였다.

## 크리스마스 실의 유래
산업 혁명 이후 결핵이 전 유럽에 만연했던 19세기 말, 덴마크도 예외가 아니었다.
당시 많은 어린이들이 결핵으로 죽어가는 것을 안타깝게 여긴 덴마크 코펜하겐의 한 우체국 직원 아이날 홀벨은 연말에 쌓이는 크리스마스 우편물과 소포를 정리하면서 동전 한 닢짜리 '실'을 우편물에 붙여 보내도록 한다면 판매되는 동전을 모아 많은 결핵기금을 마련할 수 있겠다고 생각하였다.
그는 국왕인 크리스찬 9세의 적극적인 지원을 받아 마침내 1904년 12월 10일 세계 최초의 크리스마스 실을 발행하게 되었다.

## 각국의 크리스마스 실

### 대한민국
- 일제강점기에서 1932년 12월 캐나다 개신교 선교사인 셔우드 홀(로제타 셔우드 홀의 아들)에 의해 처음으로 발행되었다.
- 2008년은 대한민국 최초의 우주인인 이소연이, 2009년에는 피겨스케이팅 선수인 김연아가 도안 모델이 되었다.[2] 2011년에는 인기 캐릭터인 뽀로로가 도안 모델이 되었고 2012년에는 KBO 리그 도안 모델로 발행되었다. 2013년에는 60주년을 맞아 역대 크리스마스씰 10종을 뽑아(1932,1940,1953,1958,1965,1967,1988,2006,2009,2011) 발행되었으며 특별판 한정판 사랑의 씰이 발행되었으며 디자인은 유준상이 했다.